# ASVD
ASVD (ang. Analog Simultaneous Voice and Data) – analogowy system jednoczesnego przesyłania dźwięku i danych stosowany w modemach.